# Westwood Studios
Die Westwood Studios waren ein von Brett W. Sperry und Louis Castle gegründetes Spieleentwicklungs-Unternehmen aus Las Vegas. Westwood gilt durch Dune 2 als Begründer des Genres der Echtzeit-Strategie. Das bekannteste Werk stellt die Command-&-Conquer-Serie dar, die den Durchbruch für das Echtzeit-Strategie-Genre auf dem Massenmarkt einläutete. Daneben zeichnete Westwood auch für eine Reihe bekannter Computer-Rollenspiele und Adventures verantwortlich.

## Firmengeschichte

### Anfangsjahre als Westwood Associates (1985–1992)

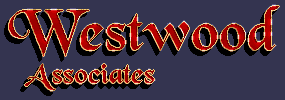
Logo Westwood Associates

Das Unternehmen wurde im Jahre 1985 in Las Vegas, Nevada als eine typische Garagenfirma unter dem Namen Westwood Associates gegründet. In den frühen Jahren machten die jungen Programmierer erste Erfahrungen mit Unterhaltungssoftware, indem sie für die eingesessenen Firmen Epyx und Strategic Simulations (SSI) verschiedene Spieletitel von 8- auf 16-Bit-Systeme wie Commodore Amiga und Atari ST portierten.
Nachdem Westwood Associates durch Systemportierungen erste finanzielle Mittel und Know-how gesammelt hatten, wagten sich Brett W. Sperry und Louis Castle an ihr erstes eigenes Spiel Mars Saga – eine Auftragsarbeit für Electronic Arts. Es wurde 1988 veröffentlicht.
Weitere frühe Projekte waren Battletech – The Crescent Hawk's Inception, Dragonstrike und Eye of the Beholder. Letzteres war der erste große Erfolg von Westwood. Das Spiel erschien 1990 und war ein Rollenspiel auf der Basis des Rollenspiel-Regelwerks Advanced Dungeons & Dragons (2nd Edition), das von Strategic Simulations vertrieben wurde. Zu den weiteren Publishern von Westwood zählten auch Infocom und Disney.

### Übernahme durch Virgin (1992–1998)
Bis zum Jahre 1992 war Westwood Associates durch erste Erfolge und hochwertige Auftragsarbeiten bekannt geworden. Allerdings erwies sich die Finanzierung der eigenen Projekte als immer schwieriger. Die Entwicklungskosten beliefen sich bereits zu diesem Zeitpunkt auf über eine Million US-Dollar, für die Westwood als unabhängiger Entwickler von Publishern jedoch maximal 750.000 Dollar erhielt und das Risiko für alle weiteren Kosten selbst tragen musste, mit steigender Tendenz. Zu den Interessenten für eine Übernahme Westwoods zählte unter anderem Sierra Entertainment, allerdings forderte Sierra auch die vollständige kreative Kontrolle über die Ausrichtung des Studios und seiner Projekte. Stattdessen entschieden sich Sperry und Castle für ein niedrigeres Angebot des britischen Publishers Virgin Interactive Entertainment, der ihnen weitreichendere Freiheiten zusichert. In Folge benannte sich das Unternehmen in Westwood Studios um. Der Vertrag gab Westwood die Möglichkeit, die selbst entwickelten Computerspiele weltweit vermarkten zu können. Im selben Jahr veröffentlichte Westwood das Adventure Fables & Fiends: The Legend of Kyrandia: Book One als ersten Teil einer dreiteiligen Serie, deren weitere Teile 1993 und 1994 erschienen, und Dune II – The Building of A Dynasty (in Europa: Dune II – Battle for Arrakis), das gemeinhin als erstes Echtzeit-Strategiespiel nach heutigem Verständnis gilt. Es basierte auf der Science-Fiction-Romanreihe Dune von Frank Herbert.
1993 veröffentlichte Westwood den ersten Teil ihrer Rollenspiel-Trilogie Lands of Lore, die auch heute noch eine große Fangemeinde hat und Einfluss auf spätere Titel anderer Spieleentwickler hatte.
Der nächste, wohl größte Schritt der Westwood Studios folgte mit der Entwicklung von Command & Conquer: Der Tiberiumkonflikt, das 1995 für PC erschien. Command & Conquer löste zusammen mit dem Konkurrenzprodukt Warcraft den Boom der Echtzeit-Strategiespiele aus und beeinflusste nachfolgende Computerspiele maßgeblich. Command & Conquer und dessen Fortsetzungen blieben auch in Folge die bekanntesten und kommerziell erfolgreichsten Produkte der Westwood Studios.
1997 entwickelten die Gamedesigner von Westwood das Adventure-Spiel Blade Runner zum gleichnamigen Film von 1982, das bis heute als eine der besten Filmumsetzungen gilt. Im selben Jahr brach die Command-&-Conquer-Serie erstmals die 10-Millionen-Verkaufsgrenze. Westwood legte aufgrund des enormen Erfolges der Serie und des immer wichtiger werdenden Internets einen weiteren C&C-Titel (Command & Conquer: Sole Survivor) als Onlinespiel nach, der wegen spielerischer Unzulänglichkeiten floppte und deshalb nie in Europa erschien. Ab 1997 bis zur Übernahme durch den US-amerikanischen Publisher Electronic Arts im darauffolgenden Jahr arbeitete Sperry neben seiner Tätigkeit als President und CEO von Westwood zusätzlich als President of Worldwide Development für Virgin Interactive. Das Echtzeit-Strategiespiel Dune 2000 erschien 1998 als Neuauflage von Dune II – Kampf um Arrakis für den PC und die PlayStation.

### Übernahme durch EA (1998–2003)

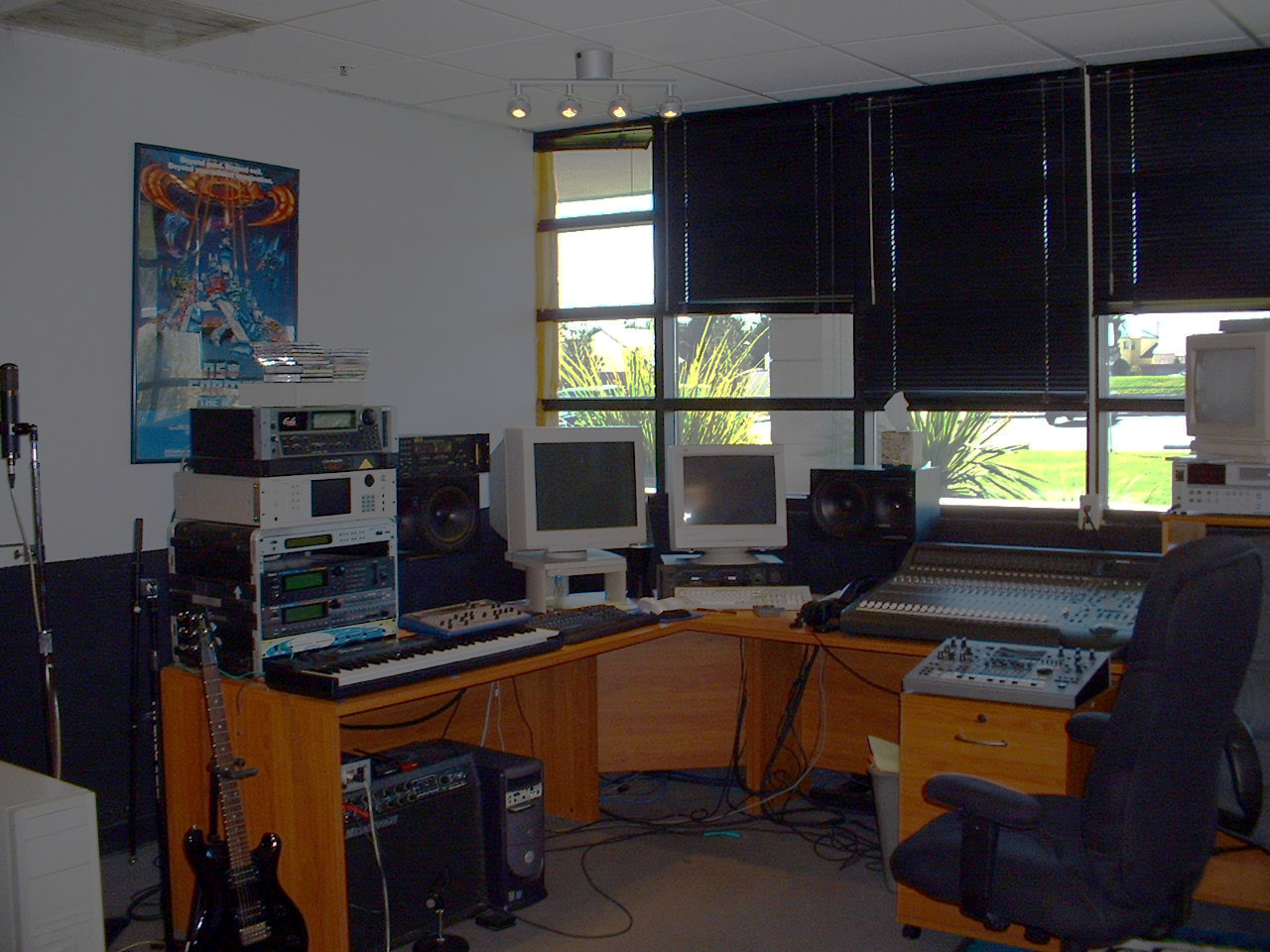
Büro der Westwood Studios

Im Jahre 1998 geriet Virgin Interactive nach einigen Fehlschlägen finanziell ins Straucheln und musste seine US-Sparte verkaufen. Westwood Studios wurde daher gemeinsam mit Virgin Interactives Entwicklungsstudio Burst in Irvine (Kalifornien) vom US-amerikanischen Publisher Electronic Arts für 122,5 Millionen US-Dollar in bar aufgekauft, Castle und Sperry erhielten jeweils einen Fünf-Jahres-Vertrag. Der Preis galt als sehr hoch – EAs Jahresgewinn 1997/98 betrug 72 Millionen Dollar – und als Ausdruck für EAs großes Interesse an Westwood. Das Irvine-Studio wurde in Westwood Pacific umbenannt und der Leitung der Westwood Studios unterstellt. Viele Mitarbeiter von Westwood erachteten die Übernahme aber als einen untragbaren Schritt, da es einen starken Einfluss von Electronic Arts sowohl auf die entwickelten Spiele als auch auf die Marke selbst bedeutete. Etliche Programmierer, Designer und weitere Mitarbeiter von Westwood verließen das Unternehmen.
1999 erschien Command & Conquer: Tiberian Sun und brach den EA-internen Rekord für den besten Verkaufsstart eines PC-Titels, mit mehr als 1,5 Millionen verkauften Exemplaren innerhalb der ersten Monate. Jedoch waren viele Fans der Serie enttäuscht und machten den Aufkauf von Westwood Studios durch Electronic Arts für die mindere Qualität verantwortlich.
Nach der Veröffentlichung von Tiberian Sun begannen studiointern Überlegungen zu weiteren Projekten. Sperry sah vor allem im MMORPG-Sektor großes Potenzial und versuchte mit Earth & Beyond diesen Markt für Westwood zu erschließen. Castle wollte hingegen ein Piratenspiel entwickeln. Daneben arbeitete ein Team an einem Shooter im C&C-Universum, wodurch die Entwicklungskapazitäten des Hauptstudios ausgelastet waren. Gleichzeitig fürchtete die Studioleitung, dass das Studio in Irvine, dessen bekannteste Veröffentlichung bislang das Zeichentrick-Adventure Toonstruck darstellte, ohne ein prestigeträchtiges Projekt vor der Schließung stehen könnte. Daher wurden die bereits begonnenen Arbeiten an einer Fortsetzung von Alarmstufe Rot auf der technischen Basis von Tiberian Sun an Westwood Pacific übergeben, unter der Leitung von Mark Skaggs und Dustin Browder. Das Ergebnis, Command & Conquer: Alarmstufe Rot 2, erschien 2000. Es war ebenfalls kommerziell erfolgreich und die Kritiken fielen weit besser aus als für Tiberian Sun.
2001 veröffentlichte Westwood das von Intelligent Games entwickelte Emperor: Schlacht um Dune, das erstmals in der Firmengeschichte eine 3D-Engine nutzte, die Westwood-3D-Engine (W3D), und auch für die Entwicklung des C&C-Shooters verwendet wurde. Die Weiterentwicklung dieser Engine für Echtzeit-Strategiespiele wurde ebenfalls an Westwood Pacific weitergereicht. Aus dieser Weiterentwicklung entstand die SAGE-Engine.
Mit zwei Jahren Verspätung und insgesamt fünf Jahren Entwicklungszeit erschien 2002 schließlich der C&C-Shooter Command & Conquer: Renegade. Der Erfolg von Renegade war gut, konnte aber nicht überzeugen. Das nahezu zeitgleich erschienene Pirates: The Legend of Black Kat blieb bedeutungslos. Im September 2002 kam schließlich Earth & Beyond auf den Markt, konnte sich aber nicht behaupten. Nach sechs Monaten verzeichnete das Spiel gerade einmal 20.000 bis 25.000 Abonnenten, etwa ein Zehntel des hausinternen Konkurrenten Ultima Online von Origin Systems. Es blieb Westwoods letzte Veröffentlichung. Ein bereits in der Entwicklung befindlicher zweiter Renegade-Teil mit dem Untertitel Battlegrounds im Alarmstufe-Rot-Universum wurde abgebrochen, um keine Konkurrenz zu Battlefield 1942 von EAs Tochterstudio DICE zu erzeugen und der für 2003 erwarteten Konkurrenz durch Doom 3 aus dem Weg zu gehen. Für die Entwicklung des C&C-MMOs Command & Conquer: Continuum erhielt Westwood nach dem Fehlschlag von Earth & Beyond keine Freigabe und die Entwicklung eines Command & Conquer 3 hatte es bis dato nicht über einen frühen Prototypen-Status hinaus geschafft.
Als im Februar 2003 der auf der Sage-Engine basierende Titel Command & Conquer: Generals des Schwesterstudios in Irvine auf den Markt kam, war dieses bereits in EA Pacific umbenannt worden. Im Rahmen des Geschäftsberichts gab Electronic Arts im Januar 2003 das Ende von Westwood bekannt. Die Westwood Studios Las Vegas und EA Pacific wurden am 31. März 2003 geschlossen und mit EAs Tochterstudio Dreamworks Interactive zu EA Los Angeles zusammengelegt. Trotz Übernahmeangebote verließen viele Entwickler das Unternehmen, unter anderem zahlreiche Entwickler der ersten C&C-Spiele und Studiogründer Sperry. Sein Partner Castle hingegen blieb. Die zur Übernahme in die EA-Studios bereiten Mitarbeiter entwickelten unter der Leitung von Harvard Bonin und Mark Skaggs die Erweiterung Command & Conquer: Generäle – Die Stunde Null. Mehrere Mitarbeiter der ursprünglichen Westwood-Belegschaft gründeten eigene Unternehmen, darunter das von Joe Bostic, Mike Legg und Steve Tall ins Leben gerufene Petroglyph Games, denen sich u. a. auch Westwood-Hauskomponist Frank Klepacki anschloss. Brett Sperry zog sich zeitweise aus der Spielebranche zurück, bis er mit Rade Stojsavljevic und Adam Isgreen 2008 Jet Set Games gründete.

### Gründe für den Niedergang
Aus Kundenkreisen wird häufig Publisher Electronic Arts die Hauptschuld am Niedergang des Unternehmens zugeschrieben, ebenso wie an den etwa gleichzeitig geschlossenen Entwicklerstudios Origin Systems und Bullfrog Productions. Dieser landläufigen Meinung widersprach Studiogründer Castle in einem Interview anlässlich eines Berichts des Magazins GameStar im Februar 2014. Seinen Angaben zufolge hatte Westwood von Anfang an großen Freiraum für eigene Entscheidungen und umfassende finanzielle Unterstützung vom neuen Mutterkonzern erhalten:

„Die Leute haben immer gesagt, EA habe uns dieses oder jenes aufgezwungen. Dabei hatten wir völlig freie Hand. Wir konnten nur nicht mit dem Überfluss umgehen. […] Wenn da draußen also jemand sagt: EA hat diese Firma kaputt gemacht, weil plötzlich nur noch aufs Geld geschaut wurde und weil sie ihnen Vorschriften gemacht haben, ist das völlig verkehrt. Tatsächlich war es genau umgekehrt: Als kleine Firma haben wir immer nur aufs Geld geschaut. Jedes einzelne Produkt musste Gewinn abwerfen. Unter EA hingegen hieß es: Erschafft einfach nur das beste Spiel, das ihr kreieren könnt! Wie sich herausstellte, war das jedoch zumindest für uns geradezu fatal.“

Unter anderem wurde die Belegschaft unter Missachtung der bisherigen Mindestanforderungen mit zahlreichen unerfahrenen Kräften aufgestockt, während die erfahrenen Kräfte immer stärker mit der Verwaltung des Unternehmens beschäftigt waren. Hinzu kamen Nachlässigkeiten bei der Qualitätskontrolle. Projekte wurden nach der Übernahme deutlich größer geplant, was beispielsweise dazu führte, dass auch weniger interessante Spielfunktionen in die Entwicklung aufgenommen wurden (feature creep). Auch fehlte dem Studio ein tragfähiges Konzept zur Weiterentwicklung des Produktportfolios. Da die Studioleitung in Las Vegas eigene Wunschprojekte umsetzen wollte (Earth & Beyond bzw. Pirates: The Legend of Black Kat), vernachlässigte sie die Weiterentwicklung der eigentlichen Premiummarke Command & Conquer und gab diese aus der Hand. Als 2002 sowohl Earth & Beyond, Pirates als auch der lang überfällige C&C-Ableger Renegade nicht die Umsatzerwartungen erfüllten, fehlten den Verantwortlichen entsprechend vorzeigbare Projekte, um das EA-Management von einer Weiterführung des Studios überzeugen zu können. Eine bessere Alternative zur Übernahme durch EA habe es laut Castle außerdem nie gegeben. Ohne das EA-Angebot wäre Westwood gemäß Castle voraussichtlich an Microsoft verkauft worden, die mit Einführung der Xbox jedoch zunehmend das Interesse am traditionell PC-lastigen Echtzeit-Strategiegenre verloren hätten, wie das Beispiel der Ensemble Studios und der Reihe Age of Empires zeige.

## Veröffentlichte Spiele
Als Westwood Associates
- 1988: Mars Saga
- 1988: BattleTech: The Crescent Hawk’s Inception
- 1989: Mines of Titan
- 1989: A Nightmare On Elm Street
- 1990: BattleTech: The Crescent Hawks’ Revenge
- 1990: Circuit’s Edge
- 1990: Dragonstrike
- 1990: Eye of the Beholder
- 1991: Eye of the Beholder 2
- 1992: Order of the Griffon
- 1992: Warriors of the Eternal Sun

Als Westwood Studios
- 1992: The Legend of Kyrandia
- 1992: Dune II – Kampf um Arrakis
- 1993: Lands of Lore
- 1993: The Legend of Kyrandia: Hand of Fate
- 1994: The Legend of Kyrandia: Book 3: Malcolm’s Revenge
- 1994: Der König der Löwen
- 1994: Young Merlin
- 1995: Monopoly
- 1995: Command & Conquer: Der Tiberiumkonflikt
- 1996: Command & Conquer: Alarmstufe Rot
- 1997: Command & Conquer: Sole Survivor
- 1997: Lands of Lore: Götterdämmerung
- 1997: Blade Runner
- 1998: Dune 2000 (entwickelt von Intelligent Games)
- 1999: Command & Conquer: Tiberian Sun
- 1999: Lands of Lore 3
- 2000: Nox
- 2000: Command & Conquer: Alarmstufe Rot 2 (entwickelt von Westwood Pacific)
- 2001: Emperor: Schlacht um Dune (entwickelt von Intelligent Games)
- 2002: Pirates: The Legend of Black Kat
- 2002: Command & Conquer: Renegade
- 2002: Earth & Beyond